# Lubichowo (stacja kolejowa)
Lubichowo – nieistniejąca stacja kolejowa w Lubichowie w powiecie starogardzkim.

## Położenie
Stacja jest położona w południowej części Lubichowa.

## Historia

### 1902-1945
Kolej dotarła do Lubichowa w sierpniu 1908 jako przedłużenie linii Smętowo-Skórcz.

### po 1989
W 1994 roku zawieszono pociągi pasażerskie na trasie Skórcz-Szlachta, a w 1999 roku linia łącząca Szlachtę ze Skórczem została pozbawiona ruch towarowego. 

## Linia kolejowa
Przez Lubichowo przebiegała lokalna linia kolejowa nr 218 łącząca Myślice-Szlachta. Odcinek ten został wykreślony z ewidencji PKP PLK.

## Pociągi

### Pociągi osobowe
Obecnie nie kursują.

### Ruch towarowy
Obecnie nie kursują.

## Infrastruktura

### Dworzec
Budynek dworca jest wielobryłowy. Został zbudowany z cegły i jest kryty dachówką. Główna część jest piętrowa. Do dworca przylega magazyn.

### Peron
Peron ma nawierzchnię z płyt chodnikowych i jest niezadaszony.